# Jacques Dugied
 (mai 2017).
Si vous disposez d'ouvrages ou d'articles de référence ou si vous connaissez des sites web de qualité traitant du thème abordé ici, merci de compléter l'article en donnant les références utiles à sa vérifiabilité et en les liant à la section « Notes et références ».
Pour les articles homonymes, voir Dugied.
Jacques Dugied, né le 13 mai 1926 à Paris, ville où il est mort le 1er juin 2005, est un chef décorateur français.

## Biographie
Jacques Dugied est né à Paris en 1926. Il restera toute sa vie très attaché à sa ville natale et y résidera jusqu'à son décès en 2005.
Après des études secondaires et un passage à l'école des Beaux-Arts, il travaille à la SNCF (division architecture).
En octobre 1953, il entre à l'Institut des hautes études cinématographiques (IDHEC) et en juin 1955, il obtient le diplôme d'Architecte-décorateur. Pendant une dizaine d'années, il enchaîne les films en suivant le parcours classique des jeunes décorateurs de son époque, d'abord en tant que second assistant décorateur, puis comme premier. Il assiste notamment Lucien Aguettand, Rino Mondellini, Pierre Guffroy, Alexandre Hinkis, Jean Mandaroux, Jacques d'Ovidio…
En 1965, il retrouve son camarade de l'IDHEC, Jean Herman et réalise les décors de son film Le Dimanche de la vie. Ils travaillent à nouveau ensemble pour Adieu l'ami en 1968 et pour L'Œuf en 1971. Ils se croisent à nouveau en 1983 à l'occasion du tournage de Canicule adapté du roman de Jean Vautrin (alias Jean Herman) mis en scène par Yves Boisset.
Il crée aussi les décors de nombreux téléfilms. Il écrit plusieurs scénarios et une pièce de théâtre. En 1978, il réalise un court métrage La Plage du temps. À cette époque, il est aussi le réalisateur de trois courts métrages documentaires pour FR3. 
Parallèlement  à son métier de décorateur, Jacques Dugied a toujours eu une activité de peintre. Il se qualifiait lui-même de « peintre intermittent » car il faisait ses recherches lors des poses entre ses films.
À partir de 1989, il collabore à plusieurs films d'Yves Robert. De cette rencontre tardive naquit une grande complicité et un profond respect mutuel.

« Un soir, tard, je l'ai vu passer sur un plateau, là-bas tout petit et j'ai entendu cette chanson de mon enfance : « Qu'est-ce qui passe ici si tard, c'est le chevalier Dugied ». La voix paisible, il est presque silencieux, il faut bien écouter quand il parle car il parle d'or. C'est sa règle. Le regard si bleu, si souriant, serein, paisible ou alors d'une inquiétude rassurante. Tout cela vient d'un grand savoir, d'une grande sagesse, d'une grande envie de donner aux autres, du vrai respect de l'autre...
Jacques Dugied ou rien d'impossible ! C'est l'homme tranquille du temps où les cathédrales étaient blanches. »

— Yves Robert in Max et Jacques Douy,, Décors de cinéma : les studios français, de Méliès à nos jours, Paris, Éditions du Collectionneur, 1993

## Filmographie

### Assistant décorateur
- 1955 : La Madelon de Jean Boyer
- 1955 : Treize à table d'André Hunebelle
- 1956 : La Sorcière d'André Michel
- 1956 : Pardonnez nos offenses de Robert Hossein
- 1956 : La Châtelaine du Liban de Richard Pottier
- 1957 : Les Aventures d'Arsène Lupin de Jacques Becker
- 1957 : Nous autres à Champignol de Jean Bastia
- 1957 : Paris Music Hall de Stany Cordier (fin du tournage uniquement)
- 1958 : À Paris tous les deux (Paris Holiday) de Gerd Oswald
- 1958 : Ascenseur pour l'échafaud de Louis Malle
- 1958 : L'École des cocottes de Jacqueline Audry
- 1958 : La Chatte de Henri Decoin
- 1958 : Sérénade au Texas de Richard Pottier
- 1959 : Cigarettes, Whisky et P'tites Pépées de Maurice Régamey
- 1959 : Pourquoi viens-tu si tard ? d'Henri Decoin
- 1959 : Du rififi chez les femmes d'Alex Joffé
- 1959 : Les Affreux de Marc Allégret
- 1959 : Le Sérum de bonté de Jacques Daniel-Norman (TV)
- 1960 : Une nuit à Monte Carlo de Georg Jacoby
- 1960 : La Chatte sort ses griffes d'Henri Decoin
- 1960 : Classe tous risques de Claude Sautet
- 1960 : Meurtre en 45 tours de Etienne Périer
- 1960 : La Française et l'Amour film collectif d'Henri Decoin, Henri Verneuil, Christian-Jaque, Jean Delannoy, Jean-Paul Le Chanois, Michel Boisrond et René Clair
- 1960 : La Brune que voilà de Robert Lamoureux
- 1961 : La Fille dans la vitrine de Luciano Emmer
- 1961 : Le Pavé de Paris d'Henri Decoin
- 1961 : Ce soir ou jamais de Michel Deville
- 1961 : Cocagne de Maurice Cloche
- 1961 : Les Jouets court-métrage de Daniel Leconte
- 1961 : Les Micromecs court-métrage d'Alain Curiol
- 1961 : Le cave est piégé (Chasse à l'homme) de Víctor Merenda
- 1961 : Le Rendez-vous de Jean Delannoy
- 1961 : La Belle Américaine de Robert Dhéry et Pierre Tchernia
- 1962 : Une blonde comme ça ou Miss Shumway jette un sort  de Jean Jabely
- 1962 : Les Mystères de Paris d'André Hunebelle
- 1962 : C'est pas moi, c'est l'autre de Jean Boyer
- 1963 : Le Bon Roi Dagobert de Pierre Chevalier Préparation uniquement
- 1963 : Ballade pour un voyou de Claude-Jean Bonnardot
- 1963 : Germinal d'Yves Allégret
- 1963 : Carambolages de Marcel Bluwal
- 1963 : OSS 117 se déchaîne d'André Hunebelle
- 1963 : Judex de Georges Franju
- 1964 : Un gosse de la butte ou Rue des Cascades  de Maurice Delbez
- 1964 : Monsieur de Jean-Paul Le Chanois
- 1964 : Allez France ! de Robert Dhéry
- 1964 : Les Barbouzes de Georges Lautner
- 1965 : Le Corniaud de Gérard Oury
- 1965 : Trois chambres à Manhattan de Marcel Carné
- 1966 : Soleil noir de Denys de La Patellière
- 1966 : La Grande Sauterelle de Georges Lautner
- 1967 : Les Aventuriers de Robert Enrico
- 1967 : Les Grandes Vacances de Jean Girault

### Chef décorateur
- 1962 : Le Dernier Quart d'heure de Roger Saltel
- 1966 : Le Paravent Chinois court-métrage d'Edmond Agabra
- 1966 : Martin soldat de Michel Deville
- 1967 : Le Dimanche de la vie de Jean Herman
- 1968 : L'Écume des jours de Charles Belmont
- 1968 : Je t'aime, je t'aime d'Alain Resnais
- 1968 : Adieu l'ami de Jean Herman
- 1968 :  La Chamade d'Alain Cavalier
- 1969 : Paris n'existe pas de Robert Benayoun
- 1969 : Mr. Freedom de William Klein
- 1969 : Le Temps de mourir d'André Farwagi
- 1970 : Point de chute de Robert Hossein
- 1970 : Peau d'âne de Jacques Demy
- 1971 : Le Petit Matin de Jean-Gabriel Albicocco
- 1972 : L'Œuf de Jean Herman
- 1972 : Tout va bien de Jean-Luc Godard
- 1972 : Tout le monde il est beau, tout le monde il est gentil de Jean Yanne
- 1972 : Sex-shop de Claude Berri
- 1973 : Moi y'en a vouloir des sous de Jean Yanne
- 1974 : Les Chinois à Paris de Jean Yanne
- 1975 : Le 3 de cœur série télévisée (épisode 2/6) de Jean-Pierre Richard
- 1975 : Sérieux comme le plaisir de Robert Benayoun
- 1975 : Il faut vivre dangereusement de Claude Makovski
- 1976 :  Blondy  de Sergio Gobbi
- 1976 : Les Œufs brouillés de Joël Santoni
- 1978 : Ce diable d'homme téléfilm en 6 épisodes (TF1) de Marcel Camus
- 1978 : Le Quincailler de Meaux téléfilm 5e épisode de Pierre Lary
- 1978 : Messieurs les ronds-de-cuir (téléfilm) téléfilm (Antenne 2) de Daniel Ceccaldi
- 1979 : Les Grandes Conjurations : Le Coup d'État du 2 décembre 1851 épisode d'une série télévisée (FR3) de Jean Delannoy
- 1979 : Le Roi qui vient du Sud téléfilm en 6 épisodes (TF1) de Marcel Camus
- 1982 : Quelque chose dans son rêve téléfilm dans la série Cinéma 16 (FR3) de Boramy Tioulong
- 1982 : Les Grands Ducs téléfilm (FR3) de Patrick Jamain
- 1982 : L'Amour qui tue téléfilm De bien étranges affaires épisode 1 de Laurent Heynemann
- 1982 : Un homme ordinaire téléfilm De bien étranges affaires épisode 2 de Juan Luis Bunuel
- 1982 : Le Triangle à quatre côtés téléfilm De bien étranges affaires épisode 3 de Jean-Claude Lubtchansky
- 1982 : L'Ami étranger téléfilm De bien étranges affaires épisode 4 de Patrick Jamain
- 1982 : La Soucoupe de solitude téléfilm De bien étranges affaires épisode 5 de Philippe Monnier
- 1983 : Les Poneys sauvages téléfilm (FR3/RAI) de Robert Mazoyer
- 1983 : Thérèse Humbert téléfilm en 4 épisodes (Antenne 2) de Marcel Bluwal
- 1984 : La Chambre des dames (feuilleton) série télévisée de 10 épisodes (TF1) de Yannick Andréi
- 1984 : L'Aide-mémoire téléfilm de Pierre Boutron
- 1984 : Canicule d'Yves Boisset
- 1985 : Les Loups entre eux de José Giovanni
- 1986 : Je hais les acteurs de Gérard Krawczyk
- 1987 : L'Été en pente douce de Gérard Krawczyk
- 1987 : Charlie Dingo de Gilles Béhat
- 1988 : La Maison assassinée de Georges Lautner
- 1988 : L'Étudiante de Claude Pinoteau
- 1989 : La Vouivre de Georges Wilson
- 1989 : L'Invité surprise de Georges Lautner
- 1990 : La Grande Dune téléfilm (Antenne 2) de Bernard Stora
- 1990 : La Gloire de mon père d'Yves Robert
- 1990 : Le Château de ma mère d'Yves Robert
- 1991 : Triplex de Georges Lautner
- 1992 : Le Bal des casse-pieds d'Yves Robert
- 1993 : Cuisine et Dépendances de Philippe Muyl
- 1993 : Un crime de Jacques Deray
- 1993 : Montparnasse-Pondichéry d'Yves Robert
- 1994 : Madame le Proviseur série télévisée saison 1 de José Pinheiro
- 1995 : L'Homme aux semelles de vent télésuite de 2 épisodes (France 2) de Marc Rivière
- 1996 : Sortez des rangs de Jean-Denis Robert
- 1997 : Marion du Faouët télésuite de 2 épisodes  de Michel Favart

### Réalisateur
- 1978 : La Plage du temps
- 1978 : Dialogue et habitat documentaire pour l'émission Mosaïque (FR3)
- 1979 : Le Budget documentaire pour l'émission Mosaïque (FR3)
- 1979 : Théâtre et Immigration documentaire pour l'émission Mosaïque (FR3)

## Théâtre

### Chef décorateur
- 1991 : Les Lendemains d'hier de Jean-Pierre Malignon, mise en scène Frédéric Andréi, Théâtre de Genève
- 1999 : Rimbaud, dernière escale de Michel Rachline avec la collaboration de Laurent Malet (d'après la correspondance de la famille Rimbaud), mise en scène de Nada Strancar, Maison de la Poésie (Théâtre Molière), Paris 3e